# 渝北区
渝北区是重慶市的市辖区，原为江北县，南端比邻江北区，北端与四川省华蓥市接壤，区人民政府驻双凤桥街道。渝北区幅员面积1452平方公里，其中耕地4.13万公顷，绿地2万公顷，2009年常住人口97.62万人。渝北区依华蓥，挟两江，素有山城北大门之称。渝北区是全国文明城区和国家级卫生城区，亦是国内驰名的山水园林城区和优秀旅游城区，是全国首批命名的“武术之乡”。

## 歷史沿革[2]

### 江北廳
清初為巴縣江北鎮。乾隆十九年（1754年）置江北廳隸重慶府，廳治設江北城（今重慶市江北區江北嘴江北舊城）。乾隆二十四年擴大廳域，將巴縣仁里上六甲、義里十甲、禮里十甲劃歸江北廳，隸屬四川省川東道重慶府。中華民國元年（1912年）3月，袁世凱就任臨時大總統，以府州廳縣直隸省政。民國二年廢府廳州，統改為縣，以道統縣，江北廳更名江北縣，隸四川省川東道。

### 江北縣
- 民國24年6月全川劃為18個行政督察區，江北縣隸於第三行政督察區，專員公署駐永川縣永昌鎮。
- 1949年11月30日，屬巴縣專區轄，12月20日專署移駐璧山縣，更名璧山專區，仍轄江北縣。
- 1951年4月20日，專署移駐江津縣，更名江津專區，仍轄江北縣，駐水土坨。
- 1952年，劃歸重慶直轄市[3]。
- 1953年，江北縣劃歸四川省江津專區[4]。
- 1965年11月19日，江北縣人民委員會駐地由水土鎮遷至兩路公社[5]。
- 1977年9月24日，江津地區的江北縣劃歸重慶市[6]。
- 1994年12月17日，撤銷江北縣，設立渝北區[7]。

## 行政区划
渝北区下辖19个街道办事处、11个镇：
双龙湖街道、回兴街道、鸳鸯街道、翠云街道、人和街道、天宫殿街道、龙溪街道、龙山街道、龙塔街道、大竹林街道、悦来街道、两路街道、双凤桥街道、王家街道、礼嘉街道、宝圣湖街道、金山街道、康美街道、仙桃街道、玉峰山镇、龙兴镇、统景镇、大湾镇、兴隆镇、木耳镇、茨竹镇、古路镇、石船镇、大盛镇和洛碛镇。
其中，龙溪街道、龙山街道、龙塔街道、双凤桥街道、双龙湖街道、回兴街道、悦来街道、人和街道、鸳鸯街道、天宫殿街道、翠云街道、大竹林街道、礼嘉街道、木耳镇、龙兴镇、石船镇、古路镇、玉峰山镇由重庆市两江新区代管。
| 江北縣                           | 江北縣                           | 江北縣              | 渝北區        | 渝北區 |
| 撤區並鄉前 13個區\3個鎮\74個鄉鎮 | 撤區並鄉前 13個區\3個鎮\74個鄉鎮 | 撤區並鄉後 46個鄉鎮 | 21個鎮\14個鄉 |        |
| -------------------------------- | -------------------------------- | ------------------- | ------------- | ------ |
| 人和區                           | 人和鎮                           | 人和鎮              | 人和鎮        |        |
| 人和區                           | 鴛鴦鄉                           | 鴛鴦鎮              | 鴛鴦鎮        |        |
| 人和區                           | 翠雲鄉                           | (併入鴛鴦鎮)        |               |        |
| 人和區                           | 禮嘉鄉                           | 禮嘉鎮              | 禮嘉鎮        |        |
| 人和區                           | 大竹林鄉                         | 大竹林鎮            | 大竹林鎮      |        |
| 兩路區                           | 沙坪鄉                           | 沙坪鎮              | 沙坪鎮        |        |
| 兩路區                           | 回興鄉                           | 回興鎮              | 回興鎮        |        |
| 兩路區                           | 石坪鄉                           | 石坪鎮              | 石坪鎮        |        |
| 兩路區                           | 龍門橋鄉                         | (併入石坪鎮)        |               |        |
| 木耳區                           | 木耳鎮                           | 木耳鎮              | 木耳鎮        |        |
| 木耳區                           | 白雲鄉                           | (併入木耳鎮)        |               |        |
| 木耳區                           | 王家鄉                           | 王家鎮              | 王家鎮        |        |
| 木耳區                           | 多寶鄉                           | (併入王家鎮)        |               |        |
| 木耳區                           | 古路鄉                           | 古路鄉              | 古路鄉        |        |
| 木耳區                           | 草坪鄉                           | (併入古路鄉)        |               |        |
| 木耳區                           | 仁睦鄉                           | (併入兩路鎮)        |               |        |
| 興隆區                           | 興隆鎮                           | 興隆鎮              | 興隆鎮        |        |
| 興隆區                           | 杜家鄉                           | (併入興隆鎮)        |               |        |
| 興隆區                           | 廣佛鄉                           | (併入興隆鎮)        |               |        |
| 興隆區                           | 石鞋鄉                           | 石鞋鄉              | 石鞋鄉        |        |
| 興隆區                           | 永慶鄉                           | 永慶鄉              | 永慶鄉        |        |
| 興隆區                           | 高嘴鄉                           | 高嘴鄉              | 高嘴鄉        |        |
| 茨竹區                           | 茨竹鎮                           | 茨竹鎮              | 茨竹鎮        |        |
| 茨竹區                           | 寨坪鄉                           | (併入茨竹鎮)        |               |        |
| 茨竹區                           | 兩岔鄉                           | (併入茨竹鎮)        |               |        |
| 茨竹區                           | 大壪鄉                           | 大壪鎮              | 大壪鎮        |        |
| 茨竹區                           | 金安鄉                           | (併入大壪鎮)        |               |        |
| 茨竹區                           | 中河鄉                           | 中河鎮              | 中河鎮        |        |
| 茨竹區                           | 同仁鄉                           | (併入中河鎮)        |               |        |
| 茨竹區                           | 華秦鄉                           | 華秦鄉              | 華秦鄉        |        |
| 魚嘴區                           | 魚嘴鎮                           | 魚嘴鎮              | (劃入江北區)  |        |
| 魚嘴區                           | 龍膽鄉                           | (併入魚嘴鎮)        |               |        |
| 魚嘴區                           | 復盛鄉                           | 復盛鎮              | (劃入江北區)  |        |
| 魚嘴區                           | 旱土鄉                           | (併入關興鄉)        |               |        |
| 龍興區                           | 龍興鎮                           | 龍興鎮              | 龍興鎮        |        |
| 龍興區                           | 普福鄉                           | (併入龍興鎮)        |               |        |
| 龍興區                           | 天寶寨鄉                         | 天寶寨鄉            | 天寶寨鄉      |        |
| 龍興區                           | 舒家鄉                           | 舒家鄉              | 舒家鄉        |        |
| 龍興區                           | 關興鄉                           | 關興鄉              | 關興鄉        |        |
| 洛磧區                           | 洛磧鎮                           | 洛磧鎮              | 洛磧鎮        |        |
| 洛磧區                           | 沙地鄉                           | (併入洛磧鎮)        |               |        |
| 洛磧區                           | 太洪鄉                           | (併入洛磧鎮)        |               |        |
| 洛磧區                           | 張關鄉                           | 張關鄉              | 張關鄉        |        |
| 洛磧區                           | 五寶鄉                           | 五寶鄉              | (劃入江北區)  |        |
| 石船區                           | 石船鎮                           | 石船鎮              | 石船鎮        |        |
| 石船區                           | 梅溪鄉                           | (併入石船鎮)        |               |        |
| 石船區                           | 馬鞍鄉                           | (併入石船鎮)        |               |        |
| 石船區                           | 麻柳沱鄉                         | 麻柳沱鎮            | 麻柳沱鎮      |        |
| 石船區                           | 青棡林鄉                         | (併入麻柳沱鎮)      |               |        |
| 統景區                           | 統景鎮                           | 統景鎮              | 統景鎮        |        |
| 統景區                           | 興發鄉                           | (併入統景鎮)        |               |        |
| 統景區                           | 中坪鄉                           | (併入統景鎮)        |               |        |
| 統景區                           | 大盛鄉                           | 大盛鎮              | 大盛鎮        |        |
| 統景區                           | 隆仁鄉                           | (併入大盛鎮)        |               |        |
| 統景區                           | 東山鄉                           | (併入大盛鎮)        |               |        |
| 統景區                           | 明月鄉                           | 明月鄉              | 明月鄉        |        |
| 統景區                           | 黃印鄉                           | 黃印鄉              | 黃印鄉        |        |
| 統景區                           | 大安鄉                           | 大安鄉              | 大安鄉        |        |
| 統景區                           | 白岩鄉                           | 白岩鄉              | 白岩鄉        |        |
| 復興區                           | 復興鎮                           | 復興鎮              | (劃入北碚區)  |        |
| 復興區                           | 龍王鄉                           | (併入復興鎮)        |               |        |
| 復興區                           | 兩口鄉                           | (併入復興鎮)        |               |        |
| 復興區                           | 悅來鄉                           | 悅來鄉              | 悅來鄉        |        |
| 復興區                           | 仙桃鄉                           | (併入兩路鎮)        |               |        |
| 靜觀區                           | 靜觀鎮                           | 靜觀鎮              | (劃入北碚區)  |        |
| 靜觀區                           | 集真鄉                           | (併入靜觀鎮)        |               |        |
| 靜觀區                           | 陡梯鄉                           | (併入靜觀鎮)        |               |        |
| 靜觀區                           | 灘口鄉                           | (併入水土鎮)        |               |        |
| 柳蔭區                           | 柳蔭鎮                           | 柳蔭鎮              | (劃入北碚區)  |        |
| 柳蔭區                           | 明通鄉                           | (併入柳蔭鎮)        |               |        |
| 柳蔭區                           | 偏岩鄉                           | 偏岩鎮              | (劃入北碚區)  |        |
| 柳蔭區                           | 三聖鄉                           | 三聖鎮              | (劃入北碚區)  |        |
| 柳蔭區                           | 石壩鄉                           | 石壩鄉              | (劃入北碚區)  |        |
| 柳蔭區                           | 皮家山鄉                         | 皮家山鄉            | (劃入北碚區)  |        |
| 直轄鎮                           | 水土鎮                           | 水土鎮              | (劃入北碚區)  |        |
| 直轄鎮                           | 龍溪鎮                           | 龍溪鎮              | 龍溪鎮        |        |
| 直轄鎮                           | 兩路鎮                           | 兩路鎮              | 兩路鎮        |        |

### 縣域沿革[9]
- 民國十年（1921年），江北城內外7廂(城內弋陽、石樑、寶蓋、金沙、落伽5雁；城外鶯花、上關2廂)，及附近密集居民區，劃歸重慶商務督辦公署管轄。
- 民國二十二年，沿嘉陵江、長江岸上自香國寺起，經沙灣、陳家館、劉家台、簡家台、廖家台、江北城至同德堂、溉瀾溪劃歸重慶市區，面積約15平方公里。
- 民國二十五年4月1日，北碚成立嘉陵江三峽鄉村建設實驗區，江北縣西部南段二岩、東陽鎮、黃葛、文星4鄉鎮劃歸北碚，但國稅、省稅、地方稅的征解催收，仍由江北縣巡督各鄉辦理；縣立教育機關，亦未經明令划出，仍由縣政府管理，北碚實驗區負監督之責，民國30年始正式劃界。
- 民國二十九～三十年，先後將石馬河、貓兒石、觀音橋、寸灘及恆興鎮（唐家沱）2個保，人和鎮4個保，回龍鎮8個保，石馬鄉8個保，龍溪鄉14個保劃歸重慶市。
- 1950年3月19日，江北縣唐家沱鄉鐵山村和郭家沱魚嘴鄉第二十一村劃歸重慶市[10]。
- 1950年4月18日，川東區行政公署同意，將江北縣所屬的郭家沱自藥鋪經十字埡口、牌坊、梅子嵐埡至賈家溝一帶西南地區劃歸重慶市第六區管轄。
- 1951年3月1日，川東行署、重慶市人民政府聯合發出命令，將江北縣唐家沱、郭家沱均劃歸重慶市。3月16日舉行交接會議，對界線作出決議：唐家沱建設村屬江北縣，鐵山村歸重慶市；郭家沱、魚嘴鄉第二十一村全部劃入重慶市[11]。
- 1951年7月23日，江北縣西部第七（八？）區天府礦區附近大田坎一地劃歸北碚市[12]。
- 1951年12月7日，江北縣紅土地鄉居民劃歸重慶市[13]。
- 1952年10月，大石、人和、龍溪3個鄉劃歸重慶市第二區（今江北區）。1953年5月，原屬江北縣第一區的大石、人和、龍溪3個鄉，由重慶市劃還江北縣，但留有龍溪鄉東南部嘉樂溪（今龍塔村南）地片未劃還。
- 1953年2月2日，四川省人民政府決定：將鄰水縣高興鄉第五村（大面村）劃歸江北縣茨竹鄉和中興鄉各管一部分[14]；6月6日，省府批覆：江北縣洛磧鎮杜家村（第五村）劃歸長壽縣沙溪鄉管轄[15]；11月10日省府批准：將長壽縣稱沱鄉第八村四、五、六、七4個組及九村一組，永興鄉第七村的八、九組，分別劃歸江北縣大壪鄉、東山鄉、明月鄉管轄[16]。
- 1954年3月9日，省人民政府批准，將長壽縣沙坪鄉（千盞鄉）全部和稱沱鄉第十村的第十一、十二、十三、十四4個組劃歸江北縣第十二區（後為統景區）；稱沱鄉第十村的第五、八、九、十4個組劃歸江北縣大壪鄉。其中以千盞鄉面積較大，有8個村，人口3882人，田土山林和公房地產共6468.29畝（4.31平方公里）[17]。
- 1955年8月15日，四川省人民政府轉國家內務部函，為加速礦區建設，對江北縣境西部與重慶市第六區（北碚）和合川縣接壤地區的行政區划進行較大調整：將江北縣第十區（靜觀區）橋亭鄉的清風村；第九區（土主區）大田鄉的黃葛、大田，龍塘、市坪4個村；土主鄉的新農、石佛2個村；石家鄉全部（2710人）劃歸重慶市第六區（北碚）。江北縣第九區劃歸重慶市部分外，清平、治平、川心、壩子、楊柳5個鄉和土主鄉的青桐、寨子、埡口、花院、河堰5個村以及大田鄉的瓦店、新房2個村，共7個鄉，40個村(2.68萬人)劃歸合川縣。調整後，江北縣地域減少103.1平方公里。其中：土主鄉15平方公里，石家鄉13．1平方公里，清平鄉75平方公里[18]。
- 1957年12月江津專署向省人民委員會報告，將偏岩鄉桃子村、七星村和田坎村的一個社劃歸合川，得到批准，並於1958年3月27日向江北縣通知，但一直未辦接交手續，經1958年7月1日江北縣向江津專署呈請《關於不將我縣偏岩鄉桃子、七星村劃歸合川管轄的報告》，得到認可。

## 区域经济
渝北区历史上为重庆的两个母县之一的江北县，随着重庆的快速发展和城市扩张，1991年改为渝北区。渝北区南部的部分区域，如鸳鸯街道等逐渐成为重庆主城区9区组成部分之一，但渝北区原驻地两路镇距离主城区较远，依靠着重庆江北国际机场和长安集团两个巨大的消费群体，一直保持着类似县城一样相对独立的经济环境，走上了自成体系的产业发展道路。
渝北区自2001年以来经济发展迅速。在设立北部新区早期的2003年，全年GDP67.52亿元。此后，渝北区掀起了大规模发展工业的大潮，2010年渝北区GDP达573.8亿元，在短短六年时间内，经济产值翻了近7倍。2011年突破670亿元人民币大关。渝北区在2004年基本实现小康，并提出2014年进入全民社会保障统筹的全面小康目标。2010年，中国国务院批复设立中国内陆唯一的国家级开发开放新区两江新区，渝北区是其重要的组成部分。

## 自然与旅游资源
渝北区不仅工业发达，自然和旅游资源也很丰富，名山胜水、古迹园林、民俗风情汇萃而成独具魅力的旅游胜景。东部有盛名远播的“武陵仙境”统景风景区，是重庆“十佳”风景名胜之一，以“统景峡猿”居古巴渝十二景之首，统揽山、水、林、泉、峡、洞、瀑，被誉为“自然博物馆”，同时也是西南最大的亚健康温泉理疗保健中心。邻近的张关大型溶洞群体，星罗棋布，其河恋河2000米的地下阴河如海底潜龙，与御临洞相连而形成全长5000多米的地下宫殿。白岩乡境内的天险洞内起伏跌宕、钟乳丛生，附近有茂密的原始森林和白莲教遗址、悬棺、栈道等古迹；排花洞又称“水晶龙宫”，以飞珠溅玉的排花飞瀑幽深怪异的钟乳洞天而著称。北部的两岔湖尤如水上曲廊，绮丽如画。西部嘉陵江畔有南宋抗元名城——多功城，与合川钓鱼城为姊妹名城。城区附近有花果如山的鹿山观光农业示范区、玉峰山森林公园及“农家乐”旅游热点。城区有展示川东婚、丧、嫁、娶系列民俗的巴渝民俗文化村，城南有休闲旅游的碧津公园、双龙湖公园、宝圣湖和九龙湖、金龟岛度假村。

## 人口
2009年末，渝北区常住人口97.62万人，其中城镇人口67.43万人，城镇化率69.1%；户籍人口98.5万人，其中非农业人口48.39万人，农业人口50.08万人。

## 交通

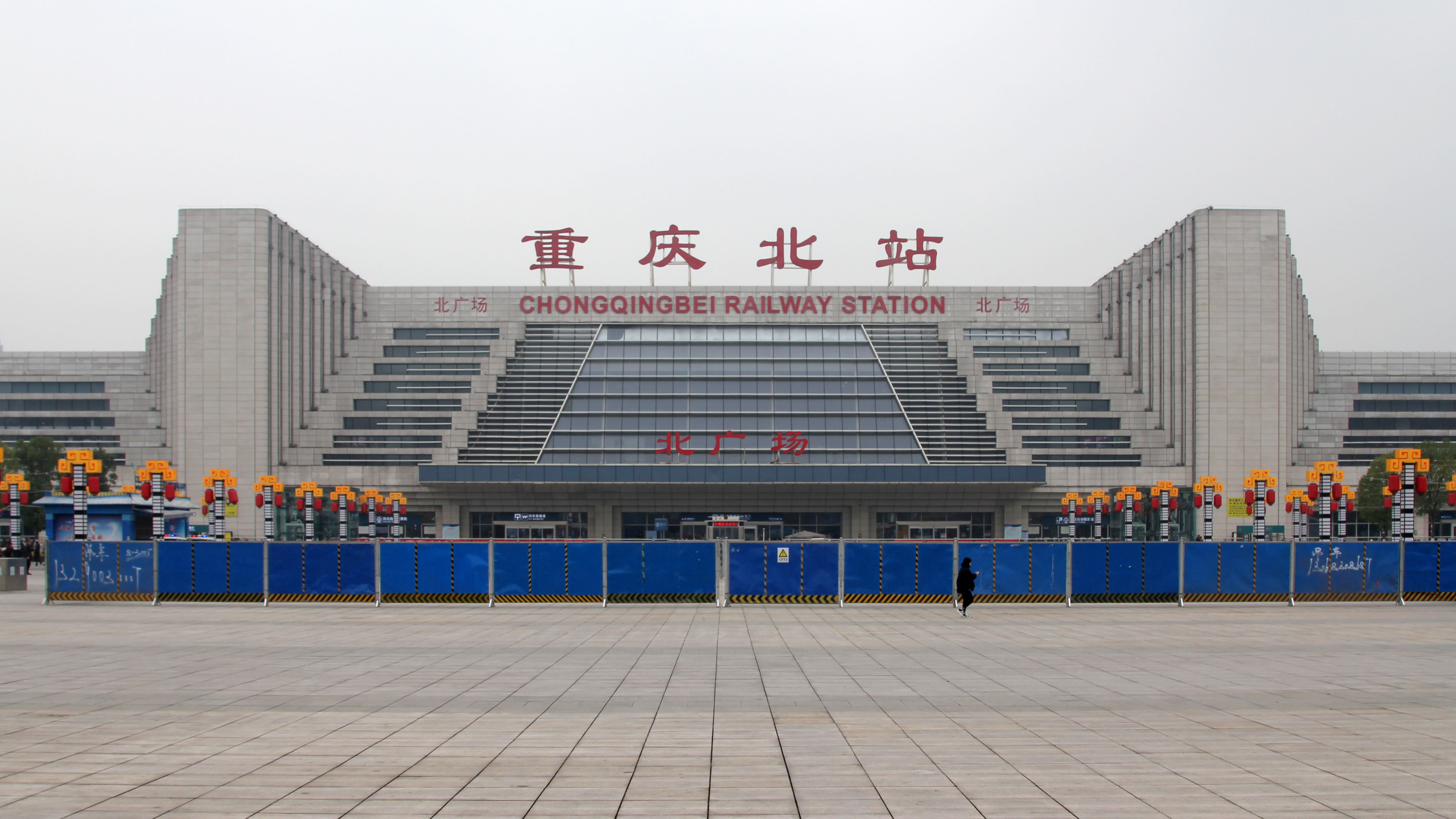
重庆北站北广场

渝北区交通便捷。重慶市域的最大民用機場之一江北国际机场座落于此。渝怀铁路横贯全区，有客运特等站重慶北站。 210国道与 319国道在玉峰山镇旱土村交汇， 内环高速G5001， 绕城高速， 外环绕城， 机场高速G210， 渝邻高速G319，渝宜高速，渝武高速经过渝北区。
渝北区内的轨道交通有重庆轨道交通环线，3号线，4号线，5号线，6号线，9号线，10号线等。

## 通讯
区内通讯发达，全境于2007年早于全國近2年首先开通国内外程控3G直拨无线电话。旅行社、宾馆、娱乐场所、购物商场配套，形成吃、住、行、游、购、娱“一条龙”优质服务。

## 工业
渝北区工业非常发达，第二产业总产值占全区经济产值60%以上。坐落有世界500强企业91家，其中投资最大的即为长安汽车与福特合资组成的长安福特马自达汽车有限公司，总投资超过80亿美元。除此之外，渝北区投资超过100亿人民币的企业还有富士康科技集团、仁宝电脑、和舰科技、惠普、力帆工业、三星电子、ABB、廣達電腦、中興通訊、华为通信、宗申控股、隆鑫集团、嘉陵集团等。